# 田川信用金庫
田川信用金庫（たがわしんようきんこ）は、福岡県田川市に本店を置く信用金庫。店舗の看板などに用いられる表記は「たがわ信用金庫」とひらがな表記になっている。

## 沿革
- 1948年8月 田川市伊田信用組合を設立
- 1952年5月 信用金庫法に基づき、田川市伊田信用金庫となる
- 1952年7月 田川信用金庫（1代）に改称
- 1953年6月 東田川信用金庫に改称
- 1973年4月 田川信用金庫（2代）に改称
- 1980年 新本店開設（旧本店を東支店に名称変更）[1]